# EMP3
EMP3‏ (Epithelial membrane protein 3) هوَ بروتين يُشَفر بواسطة جين EMP3 في الإنسان.